# Мессьє 106
Мессьє 106 (М106, інші позначення — NGC 4258, ZWG 243.67, UGC 7353, VV 448, MCG 8-22-104, ZWG 244.3, PGC 39600) — галактика у сузір'ї Гончі Пси.
Цей об'єкт входить у число перерахованих в оригінальній редакції нового загального каталогу.

## Відкриття
Відкривачем цього об'єкта є Мешан П'єр Франсуа Андре, який вперше спостерігав за об'єктом 30 липня 1781.

## Характеристики

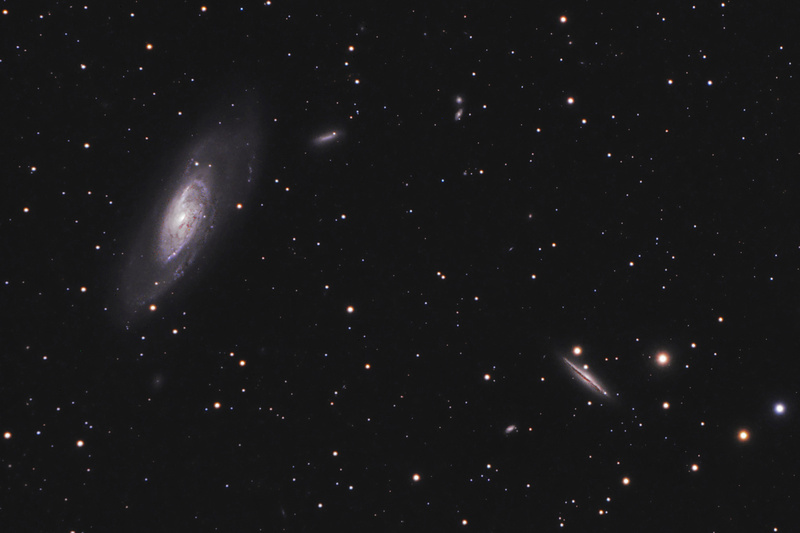
Amateur Image of Messier 106 Showing Possible Companion Spiral NGC 4217 Lower Right

У 60-х роках XX століття у галактики розгледіли два додаткових спіральних рукави, видимих у радіо-і рентгенівському діапазонах, у яких немає зірок.
Деякі вчені вважали ці рукави джета-викидами, сформованими надмасивною чорною дірою яка розташована в центрі галактики. Група вчених з Університету штату Меріленд стверджує що рукави сформовані не джетами (хоча вони і були виявлені). Вчені проводили спостереження за допомогою 6 телескопів: Digitized Sky Survey, Габбл, Very Large Array (радіодіапазон), в рентгенівському діапазоні спостереження вели обсерваторії Чандра, XMM-Newton і Спітцер в інфрачервоному.
Аналіз даних показав, що рукави складаються з газу, нагрітого ударними хвилями. У радіодіапазоні виявлені потужні викиди з ядра галактики які можуть породжувати ударні хвилі. На знімку зробленому телескопом Чандра видно результати взаємодії рукавів з джетами, викинутими з чорної діри.
M106 — яскрава Sbp галактика. Ця класифікація — через можливе існування малої перепони в центральній області. Нахил M106 дуже схожий на нахил M31, який пояснює, чому маршрути пилу так видно. Спіральні рукави, здається, закінчуються в яскравих синіх областях. Ці області — ймовірно області молодого зореутворення, які є у владі молодих, дуже гарячих, яскравих і масивних зірок. Дослідження в довжинах хвиль радіо показали цікаві подробиці щодо центру цієї галактики. Ядро ймовірно містить 36 мільйонів сонячних мас в межах 40,000 AU.

## Навігатори
| ◄ NGC 4254 \| NGC 4255 \| NGC 4256 \| NGC 4257 \| NGC 4258 \| NGC 4259 \| NGC 4260 \| NGC 4261 \| NGC 4262 ► |

Координати:  12г 18м 57.5с, +47° 18′ 14″